# 仙台・青葉まつり

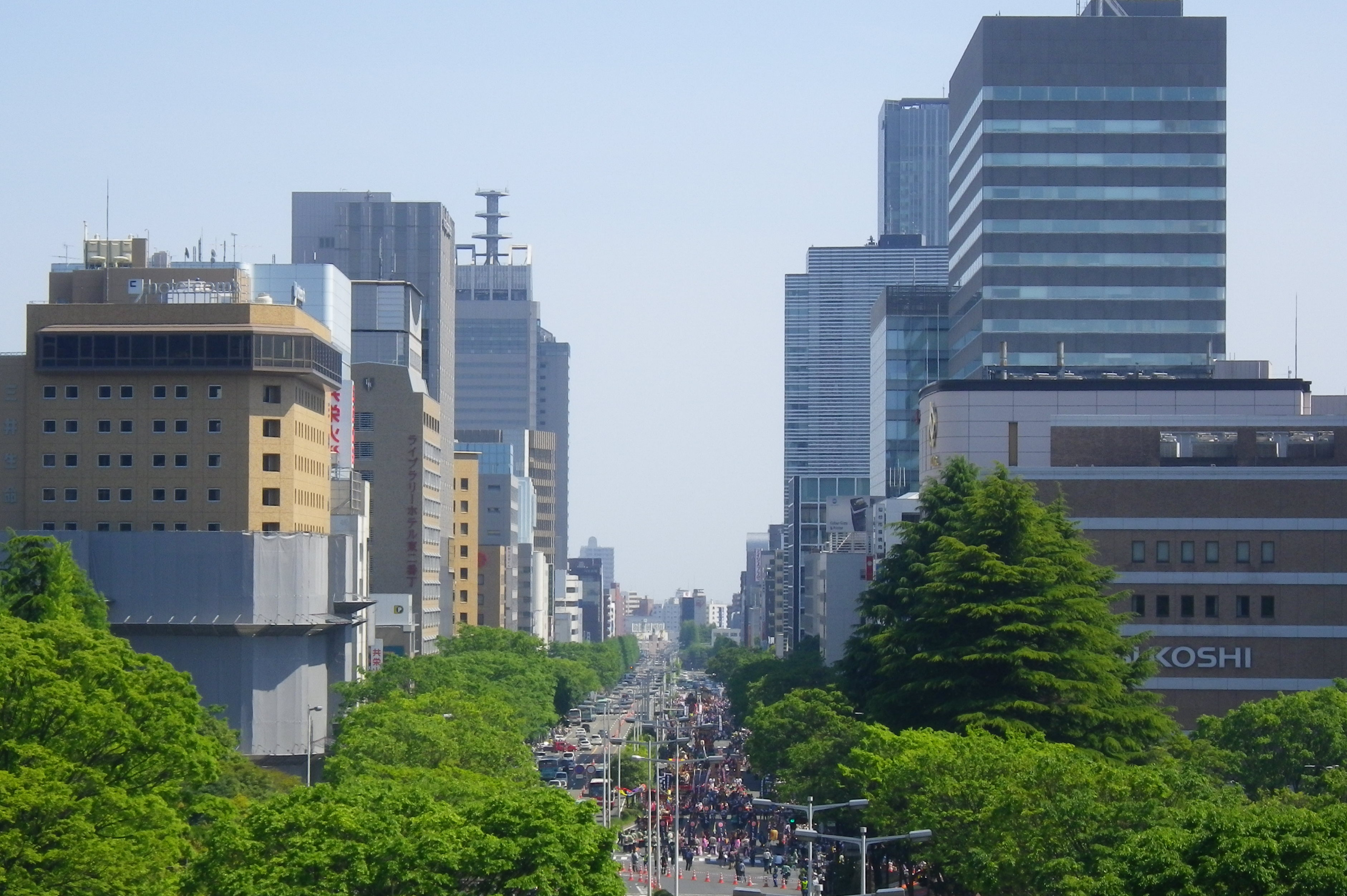
パレード開催中の東二番丁通り（2012年）

仙台・青葉まつり（せんだい・あおばまつり）は、毎年5月の第3日曜日とその前日の2日間、宮城県仙台市で開催される祭である。伊達政宗没後350年にあたる1985年（昭和60年）に、過去に存在した祭りを復活する形で始まった。

## 概要
江戸時代に仙台東照宮（仙台市青葉区）の「東照宮御祭礼」という仙台藩最大の祭りがあり、「仙臺祭」（仙台祭）と呼ばれた。神輿の先駆けとして山車が数十基運行し数千人が渡御する祭礼だった。それが明治維新の影響で開催できなくなり、東照宮御祭礼に出ていた山車は、桜岡大神宮の祭礼や招魂祭、青葉神社の祭礼に参加した。青葉神社の祭礼も市内に電線が張り巡らされ、山車の巡行をすることができなくなった。
1985年（昭和60年）の伊達政宗没後350年に復活した祭りは、投資意欲の強かった石井亨仙台市長（在任期間：1984年12月23日 - 1993年7月3日）の時代に、バブル景気に加え、「独眼竜政宗」ブーム、仙台市営地下鉄開業、政令指定都市移行、市制100周年などを背景に拡充された。現在の祭りの主な構成要素は、「仙台祭」「青葉祭」双方で行われていた山鉾巡行および神輿渡御、「大崎八幡宮大祭」（旧暦8月15日）で奉納されていた踊りをもとに新しく作られたすずめ踊り、そして、祭りの復活が政宗没後350年であることもあって武者行列が加わっている。
祭りは仙台市都心部で行われる。祭りの1週間前には一番町をすずめ踊りで流し踊りする「一番おどり」が行われ、水曜日から山鉾が中心部のアーケードに飾られる。土曜日の「宵まつり」はすずめ踊りコンテストを中心に開催され、日曜日の「本まつり」では山鉾巡行・青葉神社神輿渡御・武者行列・すずめ踊りなどが開催される。
なお、「仙台・青葉まつり」は、政宗の命日に行われていた青葉神社の祭礼「青葉祭」と歴史的に関係があるため、青葉神社神輿渡御が行われるが、青葉神社では「仙台・青葉まつり」とは別に「春の大祭」を政宗の命日に行っている。

## 歴史

### 東照宮御祭礼
- 1654年（承応3年）、仙台藩第二代藩主伊達忠宗が仙台東照宮を創建。
- 1655年（明暦元年）、仙台東照宮の東照宮祭礼開始。「仙台祭」と呼ばれ、城下に山鉾が出回る藩内最大の祭りとなる。

### 明治維新期
- 1868年10月27日（明治元年9月12日）、戊辰戦争において仙台藩が降伏。仙台藩が東照宮御祭礼を行うことは難しくなった。
- 1869年
  - 1月19日（明治元年12月7日）、明治政府が奥羽越列藩同盟諸藩に対する処分を決定。仙台藩は62万石から28万石に減封され、藩財政が困窮する。
  - 4月、仙台藩が禄制改革を実施し、寺社の知行地および扶持米を廃止[2]。寺社の困窮も始まる。
- 1871年（明治4年）
  - 天長節奉祝祭
  - 8月29日（旧暦7月14日）、廃藩置県実施。これにより寺社は藩の後ろ盾を完全に失った。
- 1872年（明治5年）、大町の商人が後ろ盾となって、荒巻神明社（現・櫻岡大神宮）が元柳町（現・西公園）に遷宮。櫻岡神宮祭礼を執り行う。
- 1874年（明治7年）、伊達政宗を祭神とする青葉神社創建。政宗の命日の5月24日に例祭を行うようになる（開始年は不明）。

### 青葉祭り（青葉神社祭礼）または招魂祭
- 1882年（明治15年）、青葉神社祭礼を執り行う。以後、青葉神社例祭が盛んになり、「青葉祭り」との名称も生まれる。
- 1885年（明治18年）、政宗公没後250年祭。青葉神社例祭、盛大に行われる。
- 1887年（明治20年）以降、招魂祭として開催される。
- 1899年（明治32年）、仙台開府300年祭。市内に電線が張り巡らされ、山鉾の運行が困難になったため、この年を最後に山鉾巡行がなされる祭は終わる。
- 1928年（昭和3年）、東北産業博覧会を機に、七夕の「飾りつけコンクール」が行われ、多くの見物客で商店街が賑わう。以後、仙台七夕まつりが仙台を代表する祭りへと発展していく。
- 1935年（昭和10年）、政宗公没後300年祭。青葉神社例祭、盛大に行われる。
- 1956年（昭和31年）、戦後占領期が終わって4年経ち、青葉神社例祭（青葉まつり）として復活。
- 1965年（昭和40年）以降、青葉神社神輿渡御が中断。この年は藤崎デパート前に神輿を奉安する。
- 1967年（昭和42年）まで、市内を歩く武者行列が行われる
- 1967年（昭和42年）、県内の各銀行七夕と青葉神社例祭の臨時休業やめる
- 1968年（昭和43年）、仙台商工会議所が「青葉まつり」の協賛中止を決定
- 1970年頃（昭和40年代後半）、交通事情等により青葉まつりは終了（交通戦争参照）。青葉神社例祭は続く。

### 仙台・青葉まつり
- 1983年（昭和58年）、仙台藩士会が青葉まつり復活を陳情
- 1985年（昭和60年）、政宗公没後350年。政宗の命日に行われる青葉神社例祭と分離して、第1回「仙台・青葉まつり」が市民の祭として復活。伊達政宗公350年祭協賛会が主催。
- 1986年（昭和61年）、仙台・青葉まつり協賛会が仙台・青葉まつりの主催者となる。
- 1987年（昭和62年）、仙台すずめ踊りが仙台・青葉まつりの舞台で踊られるようになる。「独眼竜政宗」ブームにより観客が前年の3倍超に。
- 1988年（昭和63年）、仙台すずめ踊りコンテスト開始。5基での山鉾巡行開始。写真・絵画コンクール開始。
- 1989年（平成元年）、仙台市が政令指定都市に移行。市制100周年。山鉾が5基完成し、10基での山鉾巡行に。
- 1991年（平成3年）、子すずめコンテスト開催。
- 1992年（平成4年）、すずめ踊りお囃子大賞開催。俳句コンクール開始。
- 1995年（平成7年）、政宗公兜山鉾が完成。現在の11基に。
- 1997年（平成7年)、仙台消防階子乗りが本まつりに追加。
- 2001年（平成13年）、仙台開府400年祭
- 2006年（平成18年）、過去最多の観客数92万人を記録[3]。
- 2007年（平成19年）、すずめ踊りコンテストを仙台市民会館で実施。
- 2010年（平成22年）、すずめ踊りコンテストを4年ぶりに勾当台公園市民広場で開催[4]。初めて祭りの様子をユーストリームで中継し、ツイッターでの情報提供も行った[5]。過去最多の観客数93万人を記録[4]。
- 2011年（平成23年）、東北地方太平洋沖地震（東日本大震災）により中止（経緯は東北六魂祭#沿革参照）。
- 2013年（平成25年）、過去最多の観客数96万人を記録[6]。
- 2014年（平成26年）、第30回。愛媛県宇和島市から牛鬼山車が参加[7]。昨年と同じ96万人の人出を記録。記念事業として仙台木遣りの復元を実施。
- 2020年（令和2年）、新型コロナウイルス感染拡大の影響で中止。
- 2021年（令和3年）、新型コロナウイルスに関わる蔓延防止等重点措置が仙台市内に適用されたことに伴い中止[8]。
- 2022年（令和3年)、新型コロナウイルスへの感染予防対策を徹底、規模を縮小して開催した。
- 2023年（令和3年)、4年ぶりの通常開催で時代絵巻巡行が復活した。但し唐獅子山鉾は展示のみとなった。また、仙台市の観光姉妹都市徳島市の阿波踊りが参加した。

## 山鉾巡行
運行される山鉾は11台で、そのすべてが仙台市近辺の企業または団体によって運行されている。本まつり当日に東二番丁通り、定禅寺通りを巡行するほか、開催週の水曜日から一番町のアーケード街に展示されている。サイズはそれぞれ異なり、全長は5.2 - 6.2メートル、全高6メートル前後、重量5.5 - 8トンである。
- 大鯛山鉾（阿部蒲鉾）：巨大な鯛の飾りと山鉾の周りの網に取り付けられたたくさんの絵馬が特徴の山鉾。昭和63年（1988年）制作。
- 恵比寿山鉾 （藤崎）：七福神の一人で漁業と商売繁盛の神様、恵比寿像を乗せて巡行する山鉾。得可主屋（えびすや）の屋号を名乗って創業し、奥州仙臺七福神・藤崎えびす神社が屋上に鎮座する地元百貨店・藤崎が運行する。昭和63年（1988年）制作。
- 大黒天山鉾 （報道六社）： 五穀豊穣の神様・大黒天の像を載せた山鉾。河北新報、東北放送、仙台放送、ミヤギテレビ、東日本放送、FM仙台の仙台に本社を構える六社の報道機関によって運行される。昭和63年（1988年）制作。
- 雅山鉾 （JR東日本）：大崎八幡宮をイメージさせる桃山様式調の装飾が施された山鉾。昭和63年（1988年）制作。
- 囃子山鉾 （NTT東日本）：能や狂言など幅広い芸能を好んだ政宗にちなみ、この山鉾の上を舞台に多くのお囃子方が乗り込み笛や太鼓を演奏する。昭和63年（1988年）制作。

仙台市旗

- 政宗公山鉾 （仙台観光国際協会）：毎年、仙台市長、仙台・青葉まつり協賛会会長（仙台商工会議所会頭）、仙台市議会議長が搭乗する山鉾。飾りには、仙台市の市章のもとになっている伊達家家紋の三引両紋があしらわれている。平成元年（1989年）制作。
- 御神船山鉾 （仙台水産）：三陸の海の幸を仙台にもたらす船と、鹽竈神社の海渡りに使われた御神船をモチーフに作られた山鉾。平成元年（1989年）制作。
- 唐獅子山鉾 （勝山企業）：火伏せ、悪魔払い、息災延命を祈祷する唐獅子を載せて巡行する山鉾。平成元年（1989年）制作。
- 七福大太鼓山鉾 （七十七銀行）：かつて仙台の城下町に時刻を告げたという大太鼓にちなみ、直径2.2mの七福大太鼓を載せた山鉾。平成元年（1989年）制作。
- 青葉駒山鉾 （菓匠三全）：郷土玩具の日本三銘駒の一つである木の下駒を載せた山鉾。平成元年（1989年）制作。
- 政宗公兜山鉾 （日専連仙台）：政宗の兜をモデルとした装飾が施された山鉾。政宗の正室・愛姫（めごひめ）が12歳で伊達家に嫁いだことにちなみ、公募によって選ばれた小学6年生の愛姫役が搭乗する。2007年現在最も新しく、大きい山鉾。平成7年（1995年）制作。
- 五穀豊穣山鉾 （アイリスオーヤマ）：東北を支えている農業、特に稲作に対する深い敬意と祈りを込めて「五穀豊穣」と名付けた。令和7年（2025年）制作。

## 仙台すずめ踊り

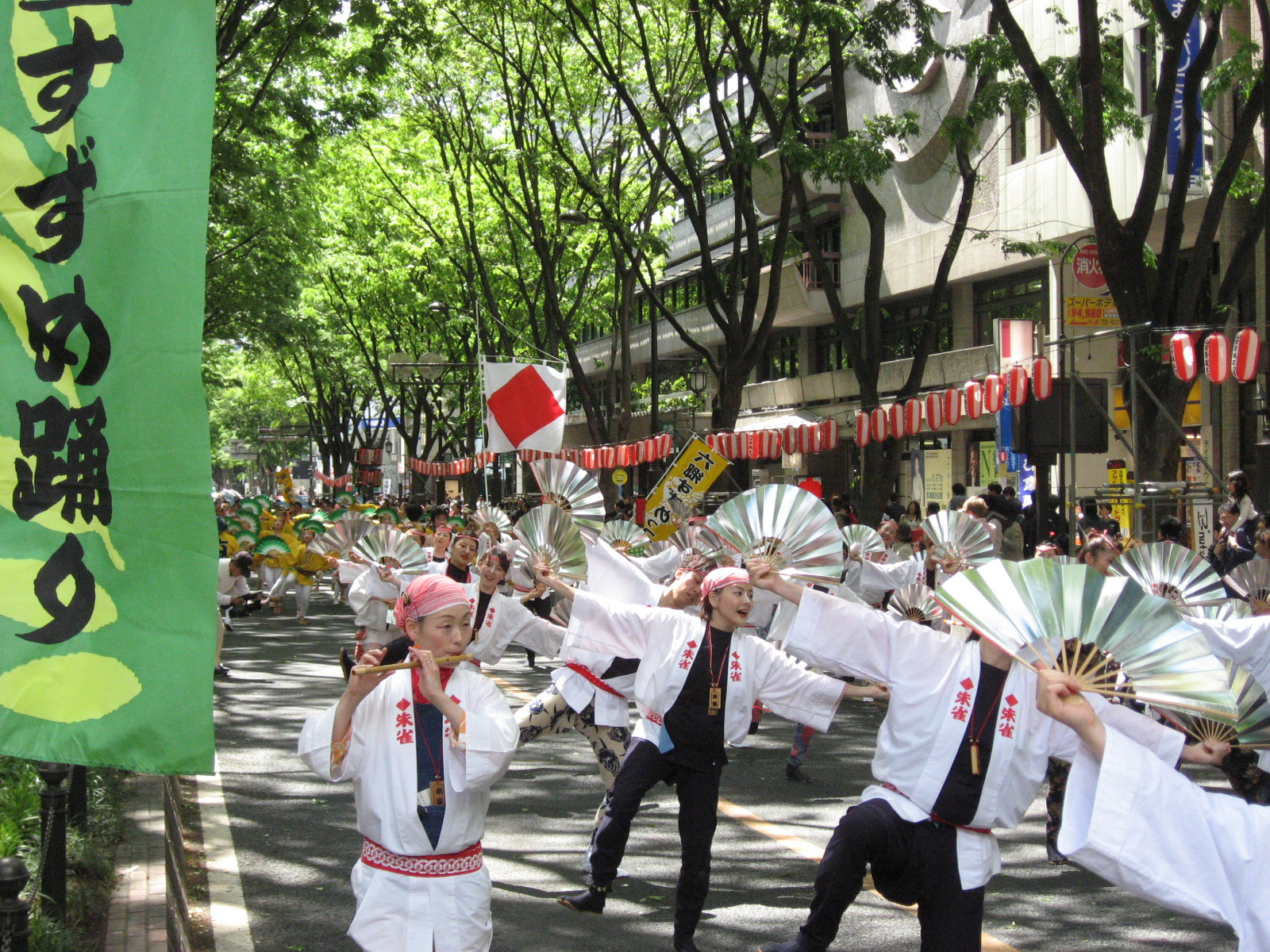
仙台すずめ踊り。定禅寺通りにて

### 仙台すずめ踊りコンテスト
仙台すずめ踊りコンテストは土曜日の宵まつりに開催されている。表彰の部門分けや賞については頻繁に変更されているが、2007年（平成19年）には、一般部門の「すずめ踊り大賞」、中学生以下の「子すずめ踊り大賞」、高校生以上の学生の「学生祭連大賞」、各祭連代表による「祭連対抗個人戦」の4部門が開催された。

## その他
- 伊達政宗に関連する祭は雨にたたられるというジンクスがあり、仙台七夕まつりとともに天気に恵まれないことが多い。
- 仙台七夕まつり、SENDAI光のページェントとともに、仙台三大まつりのひとつに数えられている（定禅寺ストリートジャズフェスティバルを加え四大まつり、みちのくYOSAKOIまつりを加えて五大まつりと呼ぶこともある）。
- 仙台市と観光姉妹都市提携を結んでいる徳島県徳島市で開催される阿波踊りに毎年すずめ踊りコンテストの受賞祭連が参加している。
- 2005年（平成17年）10月15日、16日に大阪府堺市で開催された「堺まつり」に、400年ぶりの堺の石工の出身地への里帰りとして仙台すずめ踊りの踊り手が招待され（以降毎年参加）、それをきっかけに堺市でもすずめ踊りの普及が始まった。
- 2007せんだい杜の都親善大使の堀内史子（五六八祭連）が、初開催のすずめ踊りコンテスト・祭連対抗個人戦で最高賞の松雀賞を獲得した。